# قورباغه‌های پشمالو
قورباغه‌های پشمالو (نام علمی: Trichobatrachus robustus) نام یک گونه از تیره قورباغه‌های جیرجیری است.